# Western Global Airlines
Western Global Airlines – amerykańskie czarterowe linie lotnicze cargo z siedzibą w Estero. Specjalizują się w czarterowych lotach cargo oraz wynajmie samolotów w formule ACMI (samolot, załoga, obsługa techniczna i ubezpieczenie). 

## Flota
W czerwcu 2019 r. Western Global Airlines posiadało 16 samolotów. Średni wiek floty wynosi 25 lat.
| Typ                      | Ilość | Zamówiono | Uwagi |
| ------------------------ | ----- | --------- | ----- |
| Boeing 747-400BCF        | 2     | –         |       |
| McDonnell Douglas MD-11F | 14    | –         |       |

## Incydent z 13 lutego 2016 r.

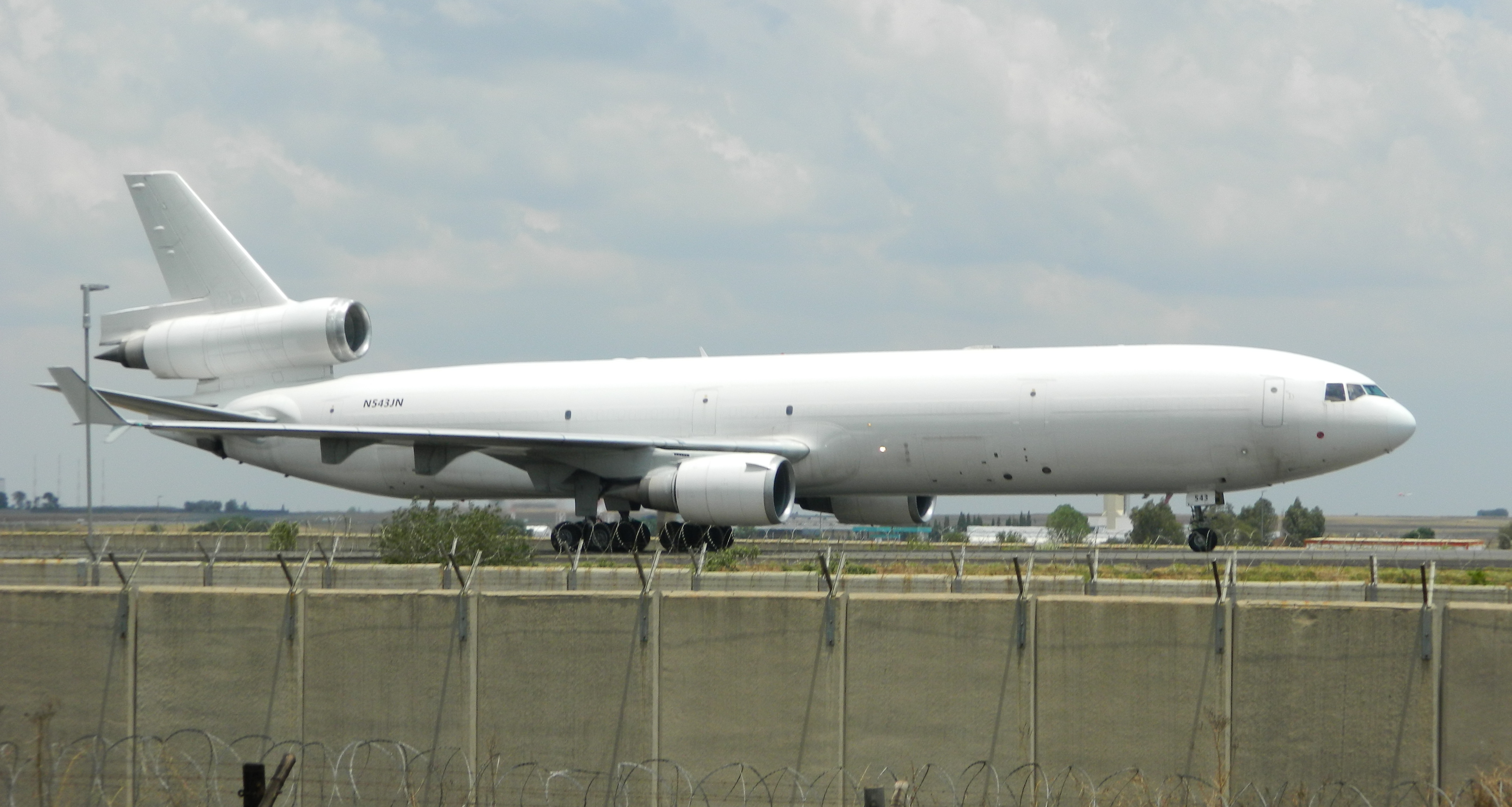
McDonnell Douglas MD-11F w barwach Western Global Airlines

Dnia 13 lutego 2016 r. lot AJK-4425 do Portu lotniczego King Shaka wykonywany samolotem MD-11 zarejestrowanym jako N545JN wystartował z lotniska w Monachium z ładunkiem banknotów przeznaczonych dla Południowoafrykańskiego Banku Rezerw. Podczas międzylądowania w Harare samolot został zaaresztowany po tym, jak pracownik obsługi naziemnej zauważył ślady krwi na poszyciu samolotu. Podczas przeszukania dolnego luku bagażowego zostało znalezione ciało mężczyzny.